# Robert T. Davis

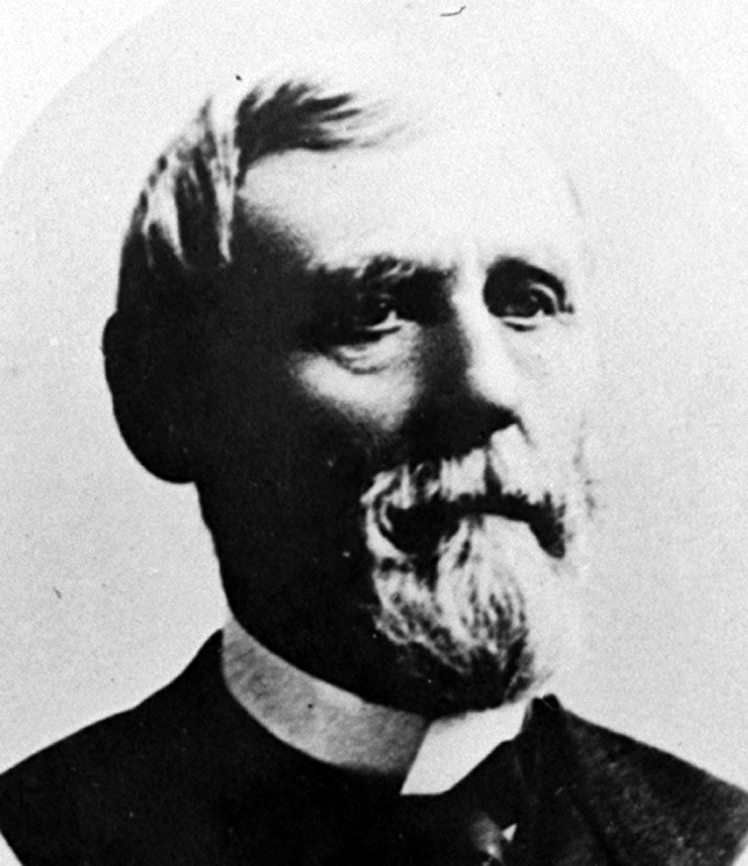
Robert T. Davis

Robert Thompson Davis (* 28. August 1823 in County Down, Vereinigtes Königreich; † 29. Oktober 1906 in Fall River, Massachusetts) war ein irisch-amerikanischer Politiker. Zwischen 1883 und 1889 vertrat er den Bundesstaat Massachusetts im US-Repräsentantenhaus.

## Werdegang
Bereits im Jahr 1826 kam Robert Davis aus seiner irischen Heimat in die Vereinigten Staaten, wo sich die Familie in Amesbury (Massachusetts) niederließ. Er besuchte die Amesbury Academy und die Friends’ School in Providence (Rhode Island). Nach einem anschließenden Medizinstudium an der Harvard University und seiner 1847 erfolgten Zulassung als Arzt begann er zunächst in Boston und dann in Waterville (Maine) in diesem Beruf zu arbeiten. 1850 zog er nach Fall River. In seiner neuen Heimat begann er auch eine politische Laufbahn. Im Jahr 1853 war er Delegierter auf einer Versammlung zur Überarbeitung der Verfassung von Massachusetts. Später wurde er Mitglied der 1854 gegründeten Republikanischen Partei. Zwischen 1859 und 1861 gehörte Davis dem Senat von Massachusetts an. In den Jahren 1860, 1876 und 1900 war er Delegierter zu den jeweiligen Republican National Conventions auf denen Abraham Lincoln, Rutherford B. Hayes und William McKinley als Präsidentschaftskandidaten nominiert wurden. Im Jahr 1863 wurde er Mitglied im damals neu geschaffenen Wohlfahrtsausschuss seines Staates. Nach der Gründung des Gesundheitsausschusses im Jahr 1869 gehörte er auch diesem an. Überdies wurde er 1873 zum Bürgermeister von Fall River gewählt.
Bei den Kongresswahlen des Jahres 1882 wurde Davis im ersten Wahlbezirk von Massachusetts in das US-Repräsentantenhaus in Washington, D.C. gewählt, wo er am 4. März 1883 die Nachfolge von William W. Crapo antrat. Nach zwei Wiederwahlen konnte er bis zum 3. März 1889 drei Legislaturperioden im Kongress absolvieren. Im Jahr 1888 verzichtete Davis auf eine erneute Kandidatur. Nach dem Ende seiner Zeit im US-Repräsentantenhaus praktizierte er wieder als Arzt in Fall River. Außerdem betätigte er sich in der Baumwollverarbeitung. Robert Davis starb am 29. Oktober 1906 in Fall River.